# Народен дом на терора
„Народен дом на терора“ е български документален филм от 2015 г. на режисьора Стойчо Шишков.
Подготовката за снимането на филма започва през 2013 г. с издирване на архиви. Във филма са използвани архивни материали от Българска национална филмотека, Музей на МВР, Държавна агенция „Архиви“, Национална библиотека „Св. св. Кирил и Методий“, Българска телеграфна агенция, Военен фотоархив, Централен партиен архив и лични архиви. Премиерата му е на 20 октомври 2015 г. в Дом на киното. Консултант е Ангел Филчев. Диктори са Марин Янев и Стоян Алексиев.

## Сюжет
Внимание:  Текстът по-долу разкрива сюжета на произведението (или части от него)!
Филмът представя историята на сградата при Лъвов мост в София, в която се помещава Народният дом на Българска работническа социалдемократическа партия, а след това на Българска комунистическа партия. Историята обхваща периода от преди и след 9 септември 1944 г.
Двуетажната сграда е закупена от БРСДП през 1912 г. и получава името Народен дом. В нея се помещава ръководството и редакциите на изданията на партията. През 1922 г. сградата е подпалена, а през 1924 г. е построена сегашната сграда, в която се помещава ръководството на Българската комунистическа партия. Наричана е Народен дом.
Съгласно Закона за защита на държавата от 1925 г. сградата е одържавена и в нея се помещава Дирекцията на полицията на Третото българско царство, а след 9 септември 1944 г. – народната милиция на НРБ. Поради тази нейна функция сградата е представена като център за извършване на терор и издевателства.
| „             | Сградата е била нещо като разпределителна гара на арестувани, описвани и изпращани да бъдат разстрелвани, както и избивани, а също и за лагерите в България. | “ |
| Стойчо Шишков | |   |

## Награди
- През 2015 г. получава голямата награда „Златен ритон“ на Фестивала за българско документално кино.[5]